# Jemnice
Jemnice (německy Jamnitz) je město na jihozápadě Moravy ležící v okrese Třebíč v Kraji Vysočina, jihozápadně od města Třebíče. Nadmořská výška obce je 470 metrů nad mořem. Obec patří do správního obvodu obce s rozšířenou působností Moravské Budějovice. Žije zde přibližně 4 000 obyvatel.
První zmínky o Jemnici jsou již z roku 1227. Historické jádro města je městskou památkovou zónou. V roce 2013 schválilo Ministerstvo kultury zápis jádra jemnické historické slavnosti Barchan („Běh o barchan“) na Seznam nemateriálních statků tradiční a lidové kultury ČR.
Sousedními obcemi sídla jsou Mladoňovice, Lomy, Báňovice, Dešná, Budíškovice, Třebětice, Staré Hobzí, Lhotice, Radotice, Menhartice, Slavíkovice, Kostníky, Jiratice, Pálovice, Chotěbudice a Budkov.

## Název
Název města Jemnice (ve středověkých pramenech Jamnic, Gemeniz, Gemnyc, Jamnice) poukazuje na jeho hornickou tradici. Původní podoba jména byla Jamníci a bylo to pojmenování obyvatel, kteří pracovali v jámě, tj. v dole. Hlásková změna a > e v první slabice byla pravidelná. Původ pomístního jména „jáma“ najdeme v zaniklém německém apelativu „Gruba“ (z něm. Grube = jáma). Zatímco v historických pramenech uváděná těžba zlata je v Jemnici založena pouze na falzu, stříbro se u Jemnice skutečně dolovalo a starší románská osada Podolí s kostelem zasvěceným sv. Jakubu, tehdejšímu patronu havířů, bývala hornickou osadou. Židovský název města v hebrejštině zní יעמניץ.

### Polní tratě
Mapování z roku 1824 uvádí polní tratě: Bažantnice, Smrček, Za Šibenicí (Nad Šibenicí), Pod Smrčkem, V Dílech za cihelnou, Za cihelnou, Wleží Hora (Rovný Hory), Padielky k Loučce, U Havířských jam, Díle k Stráži, Druhý Díle k Stráži, Swiceník, V Jemničkách, Na Jemničkách (Gemnickach), Theinitzer Mühle, U Denyse (Denyze), Nad Sádky, Díle k Podolí, Na Strážnych rybníčkách, Nad Landowy, Za zahradou, Podolí, Nad Rasovnou, Kopaniny, Jaborer Berg, Předlisech (Na Předlišku), Jaworny Kopec, Berg nebo Rothen Mühl, Leithen nebo Rothen Teichl (Nivky za Červenym rybníčkem), Kundalka Leithen, Wawara Wald, Za Červeným rybníčkem, Obern Zlabe, Moderazky Koppetz, Za Svatým Vítem, Za panskou zahradou, Díle u Police, Druhé Díly u Police, Dolní Strachowetz (Strachovec), Horní Strachowetz.

## Geografie
Jemnice se skládá z několika městských částí, část města Panenská je fakticky exklávou a od území části města Jemnice je oddělená územím obce Pálovice.
Ze severu na jih od Želetavy přes Budeč přes Jemnici prochází silnice II/410, ta dále pokračuje přes Menhartice do Dešné, ze severozápadu vede z Dačic, přes Jemnici do Dešova silnice II/408, ze západu na východ vede ze Slavonic, přes Staré Hobzí, Jemnici, Třebelovice do Moravských Budějovic silnice II/152. Jižně z města Jemnice vedou silnice do Radotic a Bačkovic a do Jiratic a Police, jihozápadně vede silnice do Pálovic a Panenské, z Panenské pak vede silnice severně do Báňovic a západně vede silnička do Hejnic a ke Staré Hoře. Severozápadně ze silnice II/410 vychází silnice do části města Louka, severně z města Jemnice vede užitková silnice a cyklostezka kolem zalesněné hornaté části území obce.
V Jemnici se nachází nádraží, které je konečným nádražím železniční trati z Jemnice do Moravských Budějovic, železniční trať i nádraží je památkově chráněno a je na něm v provozována nákladní doprava a v létě také víkendová doprava historickými vlaky.
Přes území města prochází několik cyklostezek, jsou jimi cyklostezka 26 a 5220. V Panenské se nachází naučná stezka Pohádková stezka Panenská, přes Jemnici prochází dvě turistické trasy.
Severovýchodní část území města severně od města Jemnice je značně kopcovitá a zalesněná, zalesněné jsou i izolované plochy na západním okraji města, západní část území exklávy Panenská je také značně kopcovitá a zalesněná, zbylá část území města je zemědělsky využívaná.
Přes území města protéká řeka Želetavka, která také tvoří část severní hranice území obce, tvoří tak hraniční údolí pod kopcem Schořina, do Želetavky se následně (poté, co proteče Loukou) vlévá Budíškovický potok, následně se do Želetavky vlévá i potok Kobera, který pramení východně od území obce a protéká údolím pod Inženýrským a Modráckým kopcem. Západně od Třebětic pramení Manešovický potok, do něj se následně vlévá Ostojkovický potok, který vzniká soutokem s Báňovickým potokem, Manešovický potok se následně v Jemnici vlévá do Želetavky a u Týnického mlýna se do Želetavky vlévá Menhartický potok. Na území obce se nachází několik rybníků, na severu u Louky se nachází na Budíškovickém potoce nepojmenovaná nádrž, na západě se nachází rybník Pod Vlčí horou, na severním okraji města se nachází Červený rybník, u silnice na západě města se nachází Nový rybník, na východním okraji území obce se nachází soustava rybníků na potoku Rakovec. V zámeckém parku ve městě se nachází dva rybníky, Dolní Park a Horní Park.
Severovýchodní část území města je kopcovitá, poměrně vysoko položená je i ostatní část území města. Na severovýchodě se nachází několik izolovaných vrcholů, jsou jimi kopec Schořina (526 m), Inženýrský kopec (602 m), Modrácký kopec (572 m), Holubice (595 m), Špičák (573 m), Javorní hora (554 m), na severu se nachází Kukáč (538 m), na západě území se nachází Vlčí hora (504 m), Smrček (517 m), kopec Na Stráži (522 m). Na jihozápadní části území exklávy se nachází vrchol Sedlo (600 m) a těsně za hranicemi pak Dlouhá hora (628 m), na vrcholu Sedlo se nachází rozhledna u Sovy a nedaleko také rozhledna Pod lesem.
Město Jemnice se nachází na východním okraji území města, severně se nachází část města Louka, v exklávě jihozápadně od území města se nachází část města Panenská. Jižně od města se nachází samota Týnický mlýn, na východním okraji území města se nachází chatová oblast Tálky, ještě více na východ se nachází chaty nedaleko samoty U tří koroptví. Na severním okraji města se nachází myslivna Záděra nedaleko stejnojmenného malého rybníka. U silnice II/410 na severním okraji území města se nachází samota, na západním okraji města u silnice II/152 se nachází Bažantnice.

## Historie
Podle archeologického průzkumu Milana Vokáče z roku 2022 bylo okolí Jemnice osídleno již před 6–7 tisíci lety. Celkem byly při průzkumech nalezeny pozůstatky 20 osad.
První počátky osady v Podolí jsou spojeny s nedalekým hradem Bítovem, střediskem brněnsko-znojemského údělu, po roce 1101 znojemského údělného knížectví a nakonec vydělené bítovské provincie, z kterého byla od 12. století řízena kolonizace dosud téměř neosídlených lesů Českomoravské vrchoviny. Poprvé je město Jemnice zmíněno v písemných pramenech roku 1227 (Jamnic), kdy Přemysl Otakar I. pověřil správce bítovské provincie Petra prodejem lovětínského újezdu louckému klášteru. V 90. letech 13. století postoupil český král Václav II. hrad Bítov Raimundovi z Lichtenburka, který jej získal v roce 1307 od Jindřicha Korutanského do svobodného dědictví. Jeho správní úlohu pak přebral zeměpanský hrad v Jemnici. První písemná zmínka v zemských deskách (Liber domini Erhardi de Cunstat primus) o jemnické provincii pochází z roku 1348, kdy jsou ve výčtu přísedících u zemského soudu v Brně uvedeni znojemští a jemničtí úředníci (Snoymensis et Jempnicensis beneficiarijs).

### Lokalita Podolí

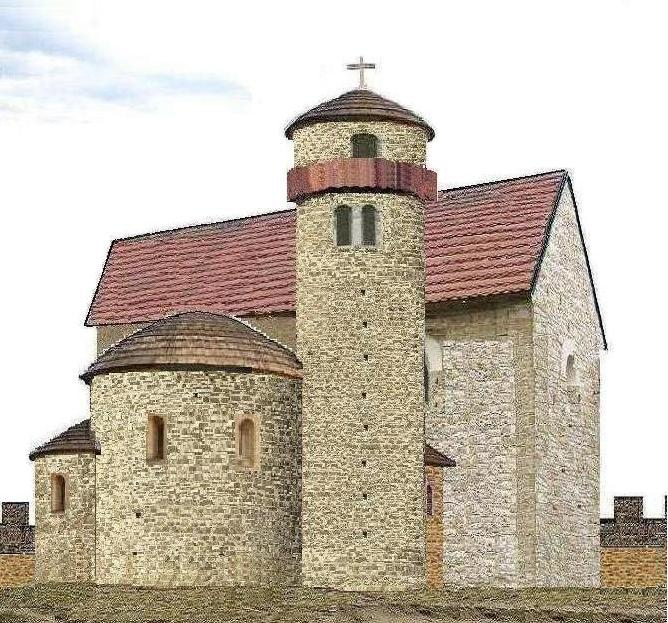
Skica románského dvorce v Podolí kolem roku 1130 (autor Adam Frantisek, varianta 1)

Na základě archeologického průzkumu z roku 1995, který byl prováděn v lokalitě současného zámku, se pravděpodobně původní knížecí dvorec nacházel na pravém břehu řeky Želetavky, v lokalitě u kostela sv. Jakuba Většího. Ve 13. století za vlády Přemysla Otakara II. pak došlo k přeložení osady na strmý ostroh na levém břehu řeky. Z románské rotundy neznámého svěcení se zachovala jen její kamenná věž, sloužící dlouhá století jako zvonička kostela.[zdroj?]
Někteří starší historikové a vlastivědní pracovníci (zejména vídeňský profesor August Prokop, Dr. J. L. Červinka a Ing. K. Bakeš) zastávali názor, že loď stávajícího kostela sv. Jakuba a tato románská věž jsou zbytky bývalého knížecího dvorce z 11. až 12. století. Podle nich se měl v místě kostela sv. Jakuba nacházet knížecí palác, postavený kolem roku 1100 královnou vdovou Svatavou Polskou, která zde měla prožít část svého života a odtud usmiřovat své znepřátelené příbuzné (Zdroj: Kačenka, František, Svatavin dvorec aneb Jak královna vdova v Jemnici dvorec postavila. Jemnické listy říjen 2015.). Po ní pak tam žili někteří její synové, vnuci a další Přemyslovci (např. Jaromír Jemnický, syn Bořivoje II. a Helbirgy Babenberské, Děpolt I. či Svatopluk Jemnický). (Zdroj: Kačenka, František. Knížata z Jemnice. Zdroj: Jemnické listy. č. 3 (2020), s. 17-18. Jemnické listy. č. 4 (2020), s. 20-21, Jemnické listy. č. 5 (2020), s. 14-15.
Uvedená tvrzení opírali o některé dochované stavební prvky, jako je třeba tvar původní zdi a způsob spojení paláce a kostela do jednoho celku, kdy zeď zůstala zachována jako opětný pilíř později přistavěné presbytáře, z oblého tvaru zakončení zdiva v dolní části válcové věže, které kopírovalo kruhovou stavbu, nebo o archeologickým průzkumem potvrzenou skutečnost, že rotunda měla proporce odpovídající typu velkomoravských kostelů. Románský dvorec tak podle nich nebyl vystavěn jako celek na zelené louce, ale válcová věž na západní straně a palác na straně jižní byly přistavěny k již existující rotundě. Z faktu, že válcová věž byla v horní části opatřena ochozem, se usuzuje na její obranný charakter.[zdroj?]
Nejvýznamnější stavební úpravy kostela sv. Jakuba proběhly na počátku 16. století a dotýkaly se nejen samotného kostela, ale i jeho okolí. Například na východní straně byla postavena nová opěrná zeď, čímž došlo k rozšíření celého prostoru a bylo možné postavit nové (gotické) kněžiště. Jeho žebrová klenba má hvězdicový tvar a plochy klenebních polí vyplňují malby datované rokem 1515. O tři roky později bylo k severní straně kněžiště umístěno kamenné sanktuárium. K zaklenutí kostelní lodi a vestavění kruchty došlo až po požáru v roce 1832; do té doby měla loď plochý trámový strop.[zdroj?]
Kostel sv. Jakuba v Podolí sloužil jako farní až do roku 1658, kdy byla fara přenesena do města a úlohu farního kostela převzal kostel sv. Stanislava. Samostatná obec Podolí měla svého rychtáře, který skládal účty jemnické vrchnosti, samosprávu a vlastní rozpočet si podrželo až do roku 1921, kdy došlo ke sloučení. Podolské posvícení se slavívalo v den zasvěcení kostela, tj. na sv. Bartoloměje.[zdroj?]

### Královské město

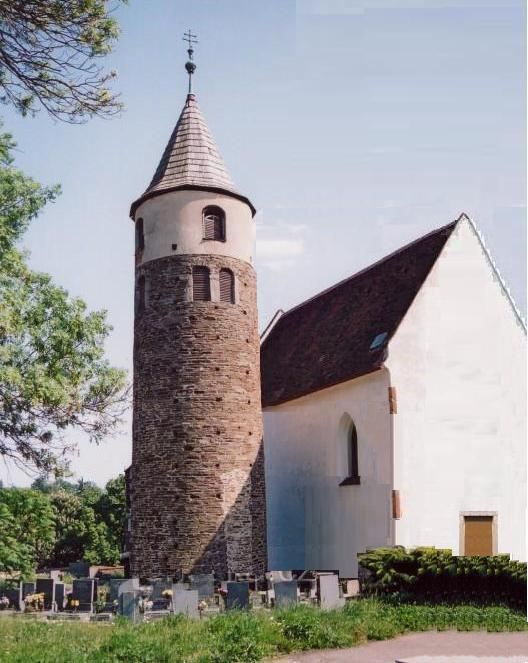
Románská věž Podolí (stav kolem roku 2000)

Založení hradu je připisováno Přemyslu Otakaru II., jeho dokončení pak Václavu II. Samotné město, přeložené na výběžek náhorní planiny na protějším břehu Želetavky, prošlo do této doby zakládající fází a k jeho úplnému zformování s hlavní opevňovací hradbou přikročil Jan Lucemburský. Na počátku 14. století získali páni z Lichtenburka do dědičné lenní držby hrad Bítov a provinční správu převzal jemnický hrad. Město Jemnice se tak stalo hospodářským centrem provincie.[zdroj?]
Jemnici s prostorným tržištěm chránil na východní straně hrad se třemi nárožními věžemi, na němž byli koncem 13. století zmiňováni purkrabí, v roce 1295 Tymo (purcrauius de Gemnicz) a roku 1298 Jan z Benešova, předek pánů z Bučovic. Předhradí se rozprostíralo až k Velké (Horní, východní) bráně, která stála mezi hradem a severovýchodním nárožím městského opevnění. K Velké bráně se sbíhaly cesty od Moravských Budějovic, Znojma a Drosendorfu, od druhé Dolní brány (též Malé) v severozápadním cípu města cesta pokračovala po úbočí dolů k brodu či mostu přes Želetavku do Podolí, odkud se pak větvila ve směru na Staré Hobzí – Slavonice a druhým směrem na Dačice. Vzhledem k tomu, že ve městě chyběl kostel, sloužil kostel sv. Jakuba v Podolí jako farní. Na náměstí zprvu stála kaple, ke které byl v poslední čtvrtině 14. a počátkem 15. století přistavěn filiální kostel sv. Stanislava. Na přelomu 14. a 15. století došlo k zesílení fortifikace. Parkán o šířce 4–10 m obíhaly ještě dva příkopy.[zdroj?]
Dolování stříbra se odrazilo u jemnických měšťanů zlepšením jejich majetkové situace, například jemnický rychtář Jindřich vlastnil ves Pálovice (r. 1349), paní Ofka z Jemnice a její syn Adam zboží v Chotěbudicích (r. 1358), rychtářská rodina Mikuláše a Martina (též Martin z Radotic či z hradu Holoubka), pozdějšího mincmistra brněnského, vlastnila většinu osad v okolí Jemnice a z části na Hrotovicku, jemnický měšťan Mikuláš a jeho manželka Strežna ves Hornice, čtvrtlán v Lomech, další měšťan Mikuláš, původem ze Slavonic, ves Lomy (r. 1373) a s Heřmanem z Hradce a Ješkem z Němčic ves Hradištko se dvěma poplužími, dvěma mlýny a dvěma rybníky (r. 1379), Hirš (Hirsso, Herso, Herš) z Jemnice (farář ze Stonařova a bratr Filipa z Police) koupil úrok z obilí na mlýně v Cedlicích.[zdroj?]
Během husitských válek se husité pokusili několikrát zmocnit Jemnice, avšak pozice Zikmunda a jeho zetě Albrechta byla za pomoci měst a hradů na jihozápadní Moravě silnější. Za věrné služby pak český král Albrecht II. potvrdil městu roku 1428 všechna dosavadní městská privilegia. Svízelná finanční situace jej v roce 1433 donutila zastavit Jemnici Janu Bítovskému z Lichtenburka. I když město zůstalo královským, takové svobody a hospodářského rozmachu jako za Lucemburků už nenabylo.[zdroj?]
Neustálé spory Arkleba z Boskovic s jemnickými měšťany vyvrcholily roku 1525, kdy Jemnici postoupil Janovi z Perštejna a na Helfštejně, hejtmanu markrabství moravského. Nový majitel městu povolil roku 1529 stavbu městského vodovodu, upravil městské právo vařit pivo a stanovil daň z domu, což pak stvrdil i král Ferdinand I. Za Pernštejnů došlo pravděpodobně k dokončení městského opevnění (linie rondelové fortifikace před hradem s okrouhlým barbakánem Velké brány).

### Poddanské město
V roce 1530 propustil Ferdinand I. Habsburský Jemnici z manství a udělil ji v svobodné dědictví Jindřichovi Meziříčskému z Lomnice.[zdroj?]

### Současnost
V roce 2018 byla nedaleko autobusového nádraží vybudována pumptrack dráha pro cyklisty. V roce 2019 byl dostavěn v obci koupací biotop, který se nachází na místě bývalého koupaliště. Bylo oznámeno, že otevření je připraveno na 1. července 2019. Je připraven na 400 návštěvníků, rozměry jsou 50 na 30 metrů. Součástí je velký tobogán, bylo připraveno i nové zázemí v budově poblíž. Technika vymění vodu v celém koupališti za den a půl, v laguně se biologicky i mechanicky čistí od sinic. Zásobování vodou je provedeno pomocí podzemního vrtu. Celková cena nového koupaliště dosáhla 28 milionů Kč. V roce 2021 byl biotop časopisem Forbes oceněn jako jedno z nejkrásnějších přírodních koupališť v republice. V roce 2019 bylo oznámeno, že společnost Detail.CZ plánuje v Jemnici postavit novou výrobní halu.
Jemnice se pro rok 2020 ucházela o titul Historické město roku. V květnu téhož roku bylo oznámeno, že krajské kolo soutěže Historické město roku město vyhrálo a postoupilo do celostátního kola. V červnu téhož roku ale bylo oznámeno, že Jemnice neobdržela titul Historického města roku. O tentýž titul se město ucházelo i pro rok 2020. V roce 2021 bylo oznámeno, že město se účastní soutěže Historické město roku 2021. V lednu roku 2022 bylo oznámeno, že krajské kolo vyhrálo město Telč a postoupilo do krajského kola, Jemnice a Moravské Budějovice dále nepostoupily.
V roce 2021 a 2022 je plánována oprava průtahu Jemnicí.
Do roku 1849 patřila Jemnice do jemnického panství, od roku 1850 patřila do okresu Dačice, pak od roku 1896 do okresu Moravské Budějovice, následně do okresu Dačice a od roku 1960 do okresu Třebíč.

## Obyvatelstvo

### Protektorát Čechy a Morava
Během náborové akce do Národního souručenství (NS) v Jemnici a na soudním okrese se z celkového počtu 3 458 mužů přihlásilo 3 435, což činilo 99,5 %. V 16 obcích soudního okresu byl výsledek náborové akce stoprocentní. Přihlásili se všichni mužové starší 21 roků. V Jemnici samé se přihlásilo ze 1 033 mužů starších 21 roků 1 025 mužů. Okresní vedení Národního souručenství schválil inž. Karel Staněk, krajský vedoucí NS: zástupce vedoucího br. Ant. Simandl (rolník, Jemnice-Podolí), druhý zástupce vedoucího Fr. Plechl (rolník, Louka), jednatel br. Jan Brychta (malorolník, Budkov), hospodář br. Jos. Šenda (rol. syn, Menhartice), sociální činovník br. Fr. Bulant (skladník, Police), propagační činovník br. Miloslav Knessl (úředník, Jemnice); samosprávný br. Jan Břečka (obchodník, Jemnice), zapisovatel br. Josef Čapek (zřízenec státních drah v Jemnici). Dále byla zřízena místní organizace „Mládež Národního souručenství” (MNS).[zdroj?]
Okresním náčelníkem Mládeže Národního souručenství byl jmenován br. Josef Šenda z Menhartic, jeho zástupcem br. Bohumil Kreuzwieser z Jemnice. Dalšími funkcionáři byli jmenováni: jednatelem br. František Pokorný (rolnický syn z Třebětic), hospodářem br. František Králík (z Pálovic), kulturním referentem br. František Bína z Jemnice, hospodářským referentem br. Miroslav Marek (z Menhartic), sportovním referentem br. Jan Mauritz z Jemnice, dívčí referentkou s. Vlasta Dvořáková (abiturientka z Jemnice). Okresní výbor mládeže NS jmenoval v každé obci dva zmocněnce z řad mládeže. Odběr krajinského tisku byl ve všech MNS povinný, doporučen byl týdeník „Západomoravská Stráž”, list Národního souručenství pro Jihlavský kraj.
| Rok            | 1869  | 1880  | 1890  | 1900  | 1910  | 1921  | 1930  | 1950  | 1961  | 1970  | 1980  | 1991  | 2001  | 2011  | 2021  |
| -------------- | ----- | ----- | ----- | ----- | ----- | ----- | ----- | ----- | ----- | ----- | ----- | ----- | ----- | ----- | ----- |
| Počet obyvatel | 2 812 | 3 136 | 3 025 | 3 325 | 3 484 | 3 486 | 3 637 | 3 522 | 3 852 | 3 802 | 4 011 | 4 282 | 4 307 | 4 307 | 3 908 |
| Počet domů     | 493   | 522   | 537   | 550   | 568   | 585   | 675   | 825   | 832   | 859   | 881   | 1 050 | 1 080 | 1 080 | 1 174 |

| Rok            | 1869  | 1880  | 1890  | 1900  | 1910  | 1921  | 1930  | 1950  | 1961  | 1970  | 1980  | 1991  | 2001  |
| -------------- | ----- | ----- | ----- | ----- | ----- | ----- | ----- | ----- | ----- | ----- | ----- | ----- | ----- |
| Počet obyvatel | 2 386 | 2 710 | 2 647 | 2 913 | 3 082 | 3 087 | 3 253 | 3 225 | 3 536 | 3 515 | 3 758 | 4 074 | 4 095 |

## Politika
Starostou byl do roku 2018 Miloslav Nevěčný, od roku 2018 do roku 2022 jím byl Miloň Slabý. V roce 2022 byl zvolen starostou Pavel Nevrkla.
Na rok 2020 byl v městě plánován rozpočet 110 milionů Kč.

### Volby do Poslanecké sněmovny
|       | 2006                  | 2010                  | 2013                  | 2017                  | 2021                  |
| ----- | --------------------- | --------------------- | --------------------- | --------------------- | --------------------- |
| 1.    | ČSSD (30,98 %)        | ČSSD (23,72 %)        | ČSSD (24,05 %)        | ANO (28,19 %)         | SPOLU (29,25 %)       |
| 2.    | ODS (26,74 %)         | ODS (16,98 %)         | KSČM (17,84 %)        | KSČM (10,86 %)        | ANO (28,2 %)          |
| 3.    | KSČM (19,66 %)        | KSČM (15,6 %)         | ANO 2011 (15,1 %)     | KDU-ČSL (10,6 %)      | Piráti+STAN (14,96 %) |
| účast | 63,63 % (2152 z 3382) | 58,90 % (2026 z 3440) | 57,09 % (1944 z 3407) | 59,03 % (1958 z 3317) | 64,97 % (2088 z 3217) |

### Volby do krajského zastupitelstva
|      | 1.                | 2.                       | 3.                    | účast                 |
| ---- | ----------------- | ------------------------ | --------------------- | --------------------- |
| 2000 | KSČM (36,83 %)    | 4KOALICE (24,61 %)       | ODS (15,55 %)         | 37,21 % (1214 z 3262) |
| 2004 | KSČM (34,5 %)     | ODS (28,39 %)            | KDU-ČSL (19,17 %)     | 29,16 % (969 z 3322)  |
| 2008 | ČSSD (39,95 %)    | KSČM (20,85 %)           | ODS (20,47 %)         | 38,63 % (1325 z 3433) |
| 2012 | ČSSD (25,21 %)    | KSČM (23,4 %)            | ODS (20,48 %)         | 35,31 % (1206 z 3427) |
| 2016 | KDU-ČSL (16,5 %)  | ANO 2011 (16,3 %)        | ČSSD (15,72 %)        | 30,68 % (1035 z 3373) |
| 2020 | ODS+STO (20,16 %) | ANO (18,31 %)            | STAN+SNK ED (16,05 %) | 36,44 % (1199 z 3290) |
| 2024 | ANO (36,58 %)     | ODS+TOP 09+STO (29,44 %) | KDU-ČSL (9,54 %)      | 32,11 % (1014 z 3161) |

### Prezidentské volby
V prvním kole prezidentských voleb v roce 2013 první místo obsadil Miloš Zeman (523 hlasů), druhé místo obsadil Jiří Dienstbier (372 hlasů) a třetí místo obsadil Jan Fischer (366 hlasů). Volební účast byla 59,81 %, tj. 2052 ze 3434 oprávněných voličů. V druhém kole prezidentských voleb v roce 2013 první místo obsadil Miloš Zeman (1291 hlasů) a druhé místo obsadil Karel Schwarzenberg (722 hlasů). Volební účast byla 59,09 %, tj. 2019 ze 3417 oprávněných voličů.
V prvním kole prezidentských voleb v roce 2018 první místo obsadil Miloš Zeman (909 hlasů), druhé místo obsadil Jiří Drahoš (495 hlasů) a třetí místo obsadil Pavel Fischer (230 hlasů). Volební účast byla 62,05 %, tj. 2063 ze 3325 oprávněných voličů. V druhém kole prezidentských voleb v roce 2018 první místo obsadil Miloš Zeman (1219 hlasů) a druhé místo obsadil Jiří Drahoš (982 hlasů). Volební účast byla 66,61 %, tj. 2202 ze 3306 oprávněných voličů.
V prvním kole prezidentských voleb v roce 2023 první místo obsadil Andrej Babiš (860 hlasů), druhé místo obsadil Petr Pavel (633 hlasů) a třetí místo obsadila Danuše Nerudová (353 hlasů). Volební účast byla 69,79 %, tj. 2229 ze 3194 oprávněných voličů. V druhém kole prezidentských voleb v roce 2023 první místo obsadil Petr Pavel (1224 hlasů) a druhé místo obsadil Andrej Babiš (1039 hlasů). Volební účast byla 71,79 %, tj. 2270 ze 3162 oprávněných voličů.

## Části města
- Jemnice
- Louka
- Panenská

Od 1. ledna 1980 do 23. listopadu 1990 k městu patřily i Pálovice a Radkovice u Budče a od 1. ledna 1980 do 31. prosince 1992 také Bačkovice, Lovčovice, Menhartice a Radotice.

## Zajímavosti a pamětihodnosti
Jemnice má dvě vzácné památky na své dějiny: sochu, která je lidově označována jako „Kamenná panna“, a svatovítskou slavnost zvanou „Barchan“. Je přirozené, že neznámý původ obou památek odedávna zajímal občany města a existují pověsti, které je vysvětlují. Původ „Kamenné panny“ klade lidová až k samým základům města Jemnice, původ svatovítské slavnosti „Barchan“ do dob největšího rozkvětu bohatstvím a svobodami kdysi oplývajícího města.

### Svatovítská slavnost (Barchan)
Barchan je tradiční slavností v Jemnici, koná se v červnu po svátku svatého Víta. První písemná zmínka o slavnosti je z roku 1713.
Rodilí občané pod pojmem „svatovítská slavnost Barchan“ dlouho rozuměli slavnost mající dvě části – církevní a světskou. Dopolední část (církevní) se skládala z procesí (pouť) ke kostelíku sv. Víta a slavné mše, odpolední část (světská) z běhu čtyř mládenců oblečených v krojích, na který navazovala zábava a tanec.

### Kamenná panna

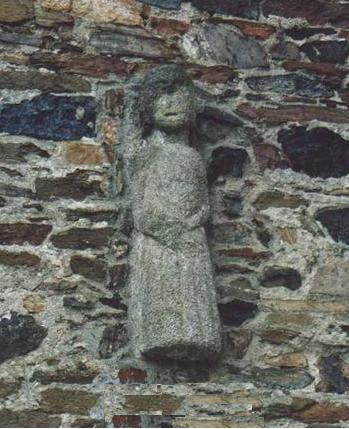
Kamenná panna

Kamenná panna je druhou „tajemnou památkou“ Jemnice. Jde o figurální reliéf, (poloplastický reliéf) znázorňující ženu s rukama zkříženými na řasnatém oděvu. Je vysoká 88 cm a stáří ani motiv (účel) nejsou známy. V roce 1801 byla „znovuobjevena“ v rumu, když se zřítila část hradební zdi do příkopu Jordán. Následně byla umístěna na vnější stranu zdi Dolní (Malé) brány, protože v té době převládl názor, Kamenná panna je znamením, že „Jemnice je pannou zachovalou, protože nikdy a nikterak od nepřátel dobyta nebyla“.
K této památce se vztahují dvě pověsti. Podle první se jedná o podobiznu bájené zakladatelky města panny Jemné, dcery pohanského knížete, který držel krajinu od pramenů Želetavky hluboko do Rakous a sídlil v Drozdovicích. Na pověst se odvolávají F. Jech i J. S. Menšík, ale poprvé byla zveřejněna až v roce 1998“. Podle této pověsti jsou Drozdovice a Jemnice města sesterská, která v době svého založení si byla podobná jako vejce vejci. Podle druhé pověsti je obrazem pohanské bohyně.[zdroj?]
I když se jedná o památku starou, žádný ze znalců umění ani historie se jí nezabýval. F. Jechem byla vyslovena domněnka, že Kamenná panna by mohla připomínat dobu, kdy zde pobývala královská dcera Anežka. Tu otec Přemysl Otakar I. zasnoubil synu císaře Fridricha II. Jindřichovi. Aby nabyla dvorních mravů, dal ji k vychování ke dvoru rakouského vévody Leopolda do Vídně. Leopold však přiměl císaře, aby svého syna oženil s jeho dcerou a Anežku v roce 1225 vrátil s potupou otci. Vracel ji nejen s potupou, ale také bez patřičného doprovodu. Jemničtí se princezny, která tudy projížděla, ujali a dali jí doprovod do Prahy. To prý krále ovlivnilo natolik, že když o rok později byla Jemnice a její okolí popleněno Rakušany, v té době bylo zničeno i hradiště v Podolí, kázal „nové město“ obehnat hradbami a měšťanům udělil svobodu. Že tomu tak skutečně bylo nelze ničím doložit.[zdroj?]
Kamenný reliéf, pravděpodobně gotického původu, je značně zvětralý. Přesto vykazuje některé shodné znaky, např. způsob zastřižení vlasů nebo řasení oděvu, s kamennou plastikou Ježíše Krista (zhotovena okolo 1250), která pochází z kostela v Předklášteří u Tišnova. Lze se tedy domnívat, že Kamenná panna je přibližně stejného stáří, byla určena pro výzdobu církevní stavby a může znázorňovat donátorku kostela, jak tomu bylo i v jiných případech. Vznik nejstarší části kostela sv. Stanislava na náměstí lze datovat do období na přelom 14. a 15. století a jedna z klenebních konsol jeho kněžiště má tvar lidské postavy. Ale výstavba filiálního kostela na stejném místě, farní byl v Podolí, je pravděpodobná již při stavbě hradeb. Farář J. Wessely ve svém rukopise vztahujícím se k jemnickému kostelu mluví o „staré gotické presbytáři z 13. století“.[zdroj?]
V minulosti Jemnice u svého názvu (jména) uváděla „královské, věnné a horní město“. Věnná města byla útočištěm českých královen, ale hlavně zdrojem jejich příjmů. Podle L. Konečného byla Jemnice na začátku 13. století v držení královny Konstancie, kterou někteří považují za lokátorku města. Mohla být tedy i donátorkou kostela na náměstí a reliéf by pak mohl znázorňovat královnu Konstancii; později, pravděpodobně v roce 1230, založila v Předklášteří u Tišnova klášter Porta coeli. Při pozdější přestavbě původního kostela (velká přestavba probíhala koncem 16. století) byl reliéf spolu se sutí, a to z neznalosti jeho významu nebo úmyslně, uložen, aby se vyrovnala terénní nerovnost, na vnitřní stranu hradební zdi. Tam se Kamenná panna nacházela až do doby, kdy se zeď zřítila, a při odklízení rumu byla nalezena.[zdroj?]

### Kapistránská lípa
Na severním okraji města vedle kostela sv. Víta, který se dochoval ze zaniklého kláštera, se nachází prastará lípa. Staří stromu se odhaduje na 450 až 550 roků a obvod kmene měří téměř 9 metrů. Její korunu poničil v srpnu 1890 silný vítr a zdálo se, že strom dožije. Pak ale z původního kmene vyrazily omladky a strom začal opět obrůstat. Zbytek kmene byl zpevněn cihlovou výplní a maltou tak dovedně, že i dnes budí dojem věkovitého a mohutného stromu. Dříve byla lípa známá i pod názvem „svatovítská“. Mše svaté při svátku zdejšího patrona sv. Víta se účastnil velký počet věřících a kázání bylo nutné uspořádat mimo nevelký kostel a jediný vhodný prostor byl pod lípou. Tehdy bývala lípa i její okolí ozdobeno chvojím a květinami.[zdroj?]
Podle první pověsti lípa dostala název po italském františkánském mnichu Janu Kapistránovi (1386–1456), který pod ní v roce 1451 kázal. Z jeho podnětu byl také v tomto místě postaven v letech 1451–55 františkánský klášter s kostelem sv. Víta. Podle druhé pověsti lípu měli zasadit zdejší mniši, když se město Jemnice v roce 1554 ocitlo v rukách nekatolíků a byli z kláštera vyhnáni. Dříve než se tak stalo prý vykopali několik lip a na znamení protestu je zasadili korunami do země. Jedna z nich se ujala. V poslední době je prezentován blíže nezdůvodněný názor, že lípa byla zasazena a je památkou na pobyt královny Elišky v Jemnici.[zdroj?]

### Kallabův domov mládeže
V roce 1940 navrhl do Jemnice dětský domov mládeže český architekt Bohuslav Fuchs, domov byl pojmenován podle Jaroslava Kallaby. V poválečných letech se započalo se stavbou domova, plány B. Fuchse byly upraveny a asi o jednu třetinu umenšeny. Domov je poměrně zachován zvenku v téměř nezměněném stavu. Bohuslav Fuchs navrhoval pro Jemnici ještě další stavby.
Kallabův dům mladých v Jemnici. Přípravné práce ke stavbě Kallabova domova mladých v Jemnici byly skončeny a brněnská firma Spojené národní správy stavebních podniků zahájila dne 15. září výkop základů. Původní plán arch. Ing. B. Fuchse byl přepracován, takže rozsah stavby byl zmenšen asi o třetinu zrušením jednoho křídla, které může býti kdykoliv dodatečně přistavěno. Výkop základů provádí firma elektrickými vrtačkami. Při dokonalé technické výzbroji firmy a dostatku pracovních sil se pravděpodobně podaří dostati stavbu ještě letos pod střechu. Dva roky houževnaté práce Okresní péče o mládež v Jemnici, zejména ale jejího předsedy Jana Břečky, byly přece jenom korunovány úspěchem.
Stráž na Dyji, 19.09.1947

### Židovská čtvrť
Jemnická židovská čtvrť leží v jihovýchodní části městského centra u zámku – dnes jde o ulici U Templu, Zámeckou a Havlíčkovo náměstí. Dodnes zde stojí 22 z původních 31 domů včetně chederu otevřeného v roce 1812 v ulici U Templu čp. 160 a čp. 27 v Zámecké ulici, což byl původní obecní dům s rabinátem. Ve 30. letech 19. století židovské ghetto vyhořelo. Zdejší synagogu z roku 1649 zbořili nacisté v roce 1942, kdy byli také všichni místní židovští obyvatelé transportováni do Terezína. Jemnická židovská komunita přestala oficiálně existovat v roce 1940. Na místě připomíná synagogu a židovské oběti holokaustu památník instalovaný v roce 2006.

### Další pamětihodnosti

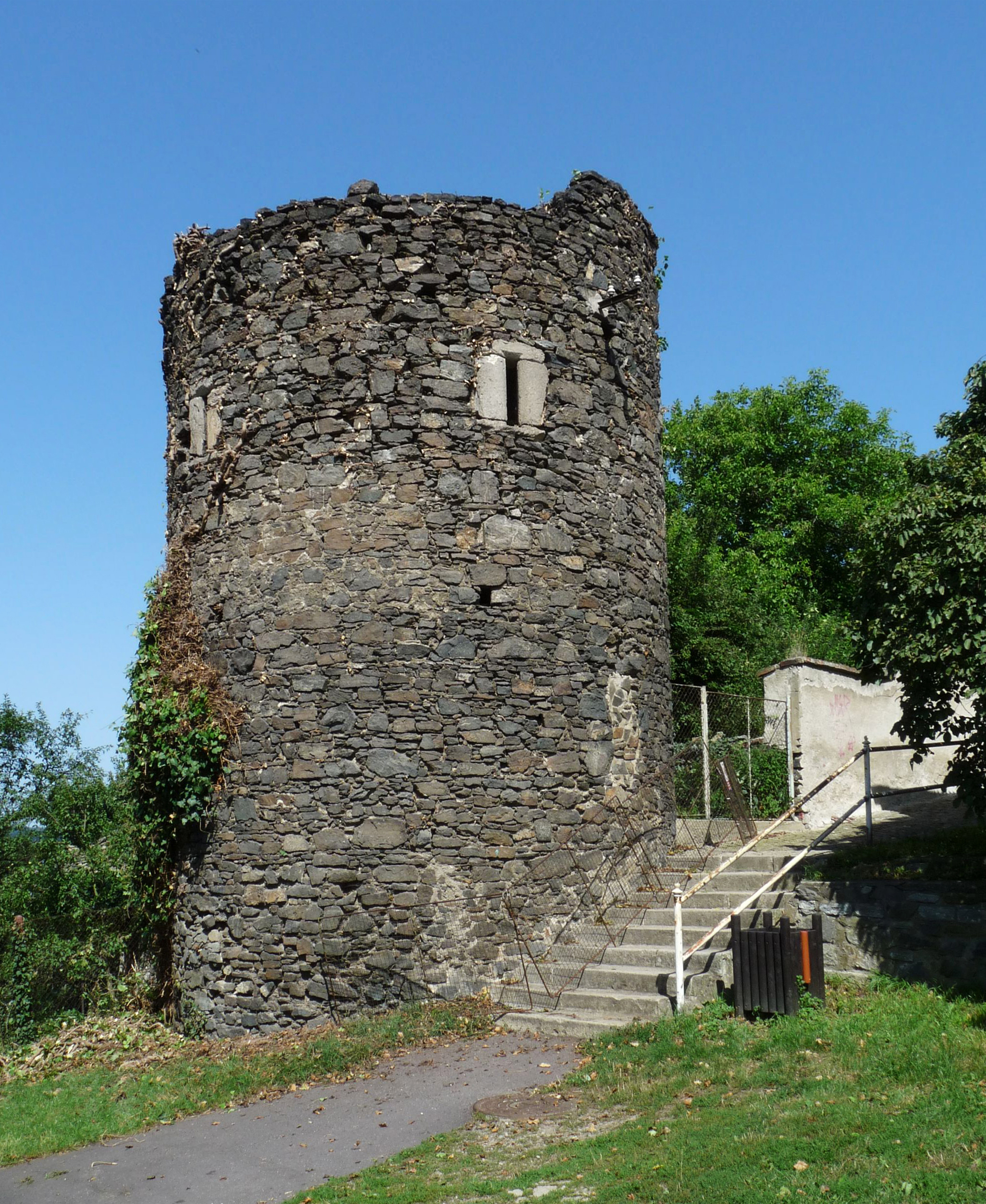
Bašta v ulici V Zahrádkách

- Jemnické hradby, které v roce 1227 nechal zbudovat Přemysl Otakar I. Zachovala se v nich i půlkruhová bašta. Hradby byly v roce 2020 opraveny.[71]
- židovský hřbitov ze 14. století, zachovalá budova chederu a rabinátu
- kostel sv. Jakuba s románskou věží
- kostel sv. Víta, stal se krajskou památkou roku v roce 2015.[72]
- renesanční zámek Jemnice
- kostel svatého Stanislava
- Pomník Jaroslavu Šlezingerovi v parku zámku[73]

V Jemnici do roku 1970 sídlila lesnická střední škola, při které bylo provozováno arboretum, to bylo později uzavřeno a mezi lety 2015 a 2017 opraveno, otevřeno bylo v roce 2017. V něm bylo ošetřeno 468 stromů a v roce 2017 pak bylo také vysazeno 117 nových stromů. Dojde také ke stržení plotů a většímu otevření parku veřejnosti.
V roce 2020 bylo oznámeno, že město chce zpřístupnit vodovodní štolu a část dolu na stříbro.

## Osobnosti
- Jan z Jemnice, děkan fakulty artistické a rektor
- Jakub z Velkého Hlohova († 1488), zakladatel kláštera v Jemnici, v Jemnici se nenarodil, nicméně za jeho vedení byl založen františkánský klášter v Jemnici
- Maximilián hrabě Daun (1721–1788), majitel panství, nechal přestavět zámek
- Josef Winterhalder ml. (1743–1807), malíř, autor fresky v jemnickém kostele sv. Víta
- Václav Petr Blažek († 1859), kněz a spisovatel
- Jan Anderle (1790–1865), pedagog a hudebník
- Franz Grillparzer (1791–1872), básník a dramatik, působil v Jemnici
- Franz Bunk (1805–1867), technik
- Ferdinand Heidler starší (1811–1880), starosta Jemnice
- Josef Stanislav Menšík (1811–1862), spisovatel a sběratel pohádek
- Jan Nepomuk Škroup (1811–1865), kapelník na zámku Jemnice
- David Oppenheim (1816–1876), rabín působící v jemnické synagoze
- Adolf Matěj Charlemont (1820–1871), malíř, žil s rodinou v Jemnici, kde se narodil syn Hugo a od dětství žil i starší syn Eduard
- Alois Ander (1821–1864), operní pěvec, přistěhoval se jako dítě s rodinou do Jemnice
- Joachim Oppenheim (1832–1891), rabín působící v jemnické synagoze, narozen v Ivančicích, později také spisovatel
- Friedrich Müller (1834–1898), lingvista a etnolog
- Friedrich Heidler (1843–1897), rakouský politik
- Eduard Charlemont (1848–1906), malíř
- Hugo Charlemont (18. březen 1850 Jemnice – 18. březen 1939 Vídeň), malíř a grafik. Syn Matthiase A. Charlemonta. Studoval u E. Peithnera von Lichtenfels na vídeňské Akademii výtvarných umění, u svého bratra Eduarda a u H. Makarta. Rád cestoval do Holandska a do Benátek. Maloval žánrové obrazy, zátiší, interiéry a krajiny.[76]
- Josef Augusta (1852–1933), starosta
- František Bauer (1852–1909), pedagog, ekonom
- Václav Češkuta (1855–1935), kněz
- Ignác Weirich (1856–1916), sochař, zhotovil 8 soch pro jemnický zámek
- Franz Lippisch (23. leden 1859 Hammerschneidemühle – 1941 Jemnice), německý malíř. Obrazy: Primavera, Herbstlicher Reigen, Jeune femme au drapé dans un sous-bois, Portrait of Hugo Commichav wearing a blue tie, Teichlandschaft, Portrait of woman in pink holding a fan, Durch Erden trübe wandelnde Seele, Der Flösser Tod, ilustrace k Faustovi od Goettheho II, Mephisto und die Sphinx, Faust, Mephisto und Homunculus, [77][78]
- Karel Gartner (1863–1937), učitel, kronikář a novinář
- Jan Gartner (1864–1949), učitel a spisovatel
- Carl Borromäus Führich (24. říjen 1865 Jemnice – 30. duben 1959 Vídeň), skladatel. V roce 1877 započal na vídeňské Konzervatoři studovat hru na varhany a hudební teorii u Brucknera, kompozici u Franze Krenna, hru na klavír u Schennera a Sturma. Svoji profesní dráhu odstartoval jako pianista, ale nakonec pracoval přece jen jako varhanář a učitel hudby. Führich působil také ve funkci ředitele sboru v kostele (Maria Treu) a zástupce sborového mistra na vídeňské Akademii zpěvu (Wiener Singakademie). Skládal především chrámovou hudbu, ale také opery a symfonie. 20. listopadu 1925 se stal čestným občanem města Vídně a v roce 1930 obdržel zlaté vyznamenání města Vídně. Je pohřben na Centrálním hřbitově v hrobě 15 H/1/21.[79]
- Berthold Oppenheim (1867–1942), syn rabína Joachima Oppenheima
- Stanislav Marák (1873–1937), novinář, v Jemnici působil jako učitel
- Josef Švejda (1874–1937), lékař a překladatel
- Vojtěška Vaněčková (1876–1951), učitelka a překladatelka, ředitelka dívčí školy v Jemnici
- Roman Havelka (1877–1950), malíř, převážně krajinář
- Vincenc Streit (1880–1959), lékař
- Rudolf Hruschka (1881–1961), učitel, učil v Jemnici
- Vincenc Lesný (1882–1953), indolog, v Jemnici studoval a pobýval zde u příbuzných
- Edmund Küttler (1884–1964), etnolog a filolog
- Oskar Srnka (1884–1966), vědec, elektrotechnik
- Karel Ondráček (1885–1976), voják, generálmajor, oženil se s dcerou Tomáše Eisnera
- Karel Bakeš (1888–1972), vlastivědný pracovník, spisovatel, překladatel a stavební inženýr
- Jan Vrba (1889–1961), spisovatel, učitel v lesnické škole v Jemnici, na domě čp. 36 je umístěna pamětní deska připomínající jeho pobyt
- Anna Coufalová (1891–1979), historička
- Jaroslav Císař (1894–1983), astronom
- Franz Čupik (1897–1962), archeolog
- Karel Kreuzwieser (1900–1944), dendrolog
- Jožka Nerad (1901–?), malíř
- Jan Dvořák (1904–1985), historik
- Josef Čepička (1905–1983), voják, žil v Jemnici
- Josef Křemen (1908–?), satirik
- Jaroslav Šlezinger (1911–1955), sochař
- Miloslav Soldát (1916–1984), entomolog
- Miroslava Drachovská-Šimanová (1918–1961), botanička
- Anna Gráfová (1919–2009), spisovatelka, v roce 1962 emigrovala do USA
- Leo Gutfreund (1920–1941), voják
- Gabriel Kocmál (1921–2012), český voják a zemědělec
- Karel Onuca (1923–2007), kněz
- Jaroslav Nezval (1924–?), dramaturg
- Karel Werner (1925–2019), indolog, orientalista, religionista, po roce 1968 emigroval do Londýna
- Karel Texel (1926–2001), divadelní režisér, dramatik a básník
- Ladislav Nezhyba (1927–1978), operní pěvec
- Slavomír Pejčoch (1932–2020), spisovatel
- Stanislav Komenda (1936–2009), vědec
- Dalibor Vlček (* 1934), informatik
- Vladimír Hrbek (* 1934), spisovatel a sběratel pohlednic
- Boleslav Kvapil (* 1934), grafik a malíř
- Jan Kupský (* 1936), houslista, prožil dětství v Jemnici
- Jaroslav Jeroným Neduha (* 1945), hudebník a výtvarník, žije střídavě v Jemnici a ve Vídni
- Vladimír Simanov (* 1946), lesní inženýr
- Jiří Pokorný (* 1946), psycholog
- Jana Jánská (* 1948), knihovnice
- František Kačenka (* 1948), politik a historik
- Milena Jelínková (* 1968), loutkoherečka a výtvarnice

## Partnerská města
- Raabs an der Thaya, Rakousko
- Reszel, Polsko